# 高松好子
高松 好子（たかまつ よしこ、1938年4月16日 - ）は、日本の元競泳選手。和歌山県出身。ローマオリンピック日本代表。100m平泳ぎ・200m平泳ぎ元日本記録保持者。

## 経歴
伊都高校時代の高校総体で100m平泳ぎで3連覇を達成した。高1・高3では200m平泳ぎで優勝。個人種目で高校総体3連覇したのは女子史上初。
日本選手権では1955年から1960年にかけて100m平泳ぎ・200m平泳ぎで2冠かつ6連覇を達成した。100m平泳ぎでの6連覇は7連覇の長崎宏子に次ぐ歴代2位、6回の優勝は8回の田中雅美・7回の長崎宏子の次ぐ歴代3位の記録。200m平泳ぎでの6連覇は8連覇の長崎宏子・7連覇の前畑秀子に次ぐ歴代3位、6度の優勝は8度の長崎宏子・田中雅美、7度の前畑秀子に次ぐ歴代4位の記録。
1956年のメルボルンオリンピック選考会兼日本選手権で100m平泳ぎ・200m平泳ぎで2冠を達成したが、選考の基準を満たさずオリンピック日本代表には選出されなかった。
1958年のアジア競技大会では100m平泳ぎ・200m平泳ぎで2冠を達成。400mメドレーリレーでも1位のタイムでゴールしたが、引き継ぎ違反で失格となった。
1960年のローマオリンピック選考会兼日本選手権では100m平泳ぎ・200m平泳ぎで2冠を達成し、オリンピック日本代表に選出された。